# Brachystomellidae
Brachystomellidae är en familj av urinsekter. Enligt Catalogue of Life ingår Brachystomellidae i överfamiljen Neanuroidea, ordningen hoppstjärtar, klassen urinsekter, fylumet leddjur och riket djur, men enligt Dyntaxa är tillhörigheten istället ordningen hoppstjärtar, klassen urinsekter, fylumet leddjur och riket djur. Enligt Catalogue of Life omfattar familjen Brachystomellidae 13 arter. 
Kladogram enligt Catalogue of Life och Dyntaxa:
| Brachystomellidae | \| \| Brachystomella \| \| \| \| \| \| Setanodosa \| \| \| \| |
|                   | \| \| Brachystomella \| \| \| \| \| \| Setanodosa \| \| \| \| |
|                   | Neanuridae                                                    |
|                   |                                                               |
|                   | Odontellidae                                                  |
|                   |                                                               |
|                   | Brachystomella                                                |
|                   |                                                               |
|                   | Setanodosa                                                    |
|                   |                                                               |

|  | Brachystomella |
|  |                |
|  | Setanodosa     |
|  |                |